# أسطورة مريدا
أسطورة مريدا (بالإنجليزية: Brave) هو فيلم تحريك حاسوبي فنتازي أمريكي من إنتاج أستوديوهات بيكسار للرسوم المتحركة وتوزيع أفلام والت ديزني. من إخراج مارك أندروز وبريندا تشابمان، وشارك في الإخراج ستيف بورسيل. القصة من كتابة تشابمان، وسيناريو أندروز، بورسيل، تشابمان وايرين موستشي. استلهمت تشابمان وحيها من علاقتها بإبتها. أصبحت تشابمان أول مخرجة امرأة لفيلم بيكسار طويل. الفيلم من إنتاج كاثرين صرافيان وجون لاسيتر، والمنتجين المنفذين أندرو ستانتون وبيت دوكتر. الفيلم بأصوات كيلي ماكدونالد، جولي والترز، بيلي كونولي، إيما تومسون، كيفن ماككيد، كريغ فيرغسون، روبي كولتراين. لإنشاء تشكيلات بصرية أكثر تعقيدا، أعادت بيكسار نظام الرسوم المتحركة الخاص بها بالكامل للمرة الأولى منذ 25 عاما. وهو الفيلم الأول الذي يستخدم تقنية دولبي أتموس لتنسيق الصوت.
في مرتفعات اسكتلندا، الفيلم يروي قصة أميرة تدعى مريدا والتي تتحدى أحد الأعراف القديمة، مما تسبب في حالة من الفوضى في المملكة عند تصريحها بعدم رغبتها في الخطوبة. ومن بعد استشارة ساحرة للحصول على مساعدة، تحول مريدا عن غير قصد والدتها لدب وتضطر إلى كسر اللعنة بنفسها قبل فوات الأوان. ظهره الفيلم لأول مرة في 10 يونيو 2012، في مهرجان سياتل السينمائي الدولي، وأفرج عنه في أمريكا الشمالية في 22 يونيو 2012، حيث لاقى ملاحظات إيجابية ونجاح في شباك التذاكر. فاز الفيلم بجائزة الأوسكار لأفضل فيلم رسوم متحركة، جائزة غولدن غلـوب لأفضل فيلم رسوم متحركة، وجوائز الأكاديمية البريطانية للأفلام لأفضل فيلم رسوم متحركة.
سبق الفيلم فيلم قصير بعنوان لا لونا (بالإنجليزية: La Luna)، من إخراج انريكو كاساروسا. ويعتبر الفيلم انه أول فيلم ل ديزني لم يتعرض للدبلجة باللهجة المصرية وأول فيلم يدبلج للعربي الفصحى بنسخة رسمية وعرض على تلفزيون ج لأول مرة في أول أيام عيد الفطر السعيد عام 2015

## حبكة الرواية
في اسكتلندا، الملك فيرغوس من عشيرة دونبروش يهدي ابنته الصغيرة مريدا قوس وسهم في عيد ميلادها. بعد ذلك بوقت قصير، موردو، دب عملاق، يهاجم الأسرة. مريدا تهرب مع أمها الملكة إلينور حين يحارب فيرغوس الدب فيفقد ساقه اليسرى. وبعد سنوات، أصبحت مريدا في سن المراهقة مقيدة من كل حرياتها وأصبحت الأخت الكبرى لثلاث توائم هم: هاميش، هيوبرت وهاريس. الأم تبلغ مريدا أنها مخطوبة لأحد العشائر المتحالفة مع والدها.و تذكر مريدا بأسطورة عن الأمير الذي دمر مملكته الخاصة، إلينور تحذرها من أن الفشل في الزواج قد يضر دونبروخ، ولكن مريدا غير مقتنعة بهذا.
يصل لردات العشائر مع أبنائهم البكريون للمنافسة في ألعاب الرماية للفوز بالأميرة. تعلن مريدا أنها البنت البكر لحاكم دونبروخ وتتنافس لطلب يد نفسها، يحدث جدال حاد بين مريدا وإلينور.عندها تمزق مريدا نسيج الأسرة وهي غاضبة، وتهرب إلى الغابة. هناك، تقودها الأضواء المتراقصة إلى كوخ ساحرة عجوز تتظاهرة بأنها نحاتة. بعد المفاوضات، الساحرة توافق على إعطاء مريدا تعويذة لتغيير والدتها؛ في شكل كعكة.
تعود مريدا إلى القلعة وتعطي إلينور الكعكة، مما تسبب في تحول والدتها إلى دب كبير. بمساعدة من أشقائها، مريدا وإلينور تعودان لكوخ الساحرة المهجور حيث تكتشفان أن اللعنة ستدوم بعد الشروق الثاني. تترك الساحرة لغز لمريدا تقول فيه «نظرة لقلبك تغير المقدور، تصلح علاقة مزقها الغرور». مريدا وإلينور تبدآن في التوفيق بين علاقتها، تلاحظ مريدا أن تأثير السحر أصبح يدوم، وغالبا ما تفقد إلينور السيطرة وتتصرف كدب بري. تظهر الأضواء المتراقصة مجددا لتقودهم للآثار قديمة حيث تواجهان موردو، هناك تكتشفان أنه الأمير من الأسطورة التي روتها إلينور والذي تم لعنه من قبل. تعد مريدا لدتها أنها لن تصبح حيوان بري مثل موردو وتقول أنها يمكن أن تبطل تأثير السحر عن طريق إصلاح نسيج عائلتها التي تركت فيه ثقبا بينها وبين والدتها على نسيج.
في القلعة، العشائر على وشك الدخول في حرب، ولكن الأميرة تقاطع قتالهم. بتشجيع من والدتها، التي تحاول التسلل، تقوم مريدا بإلقاء حزورات لإلهائهم، وتعلن أنه ينبغي السماح لأطفالهم أن يتزوجوا عندما يرغبون وبمن اختاروا. تتسلل مريدا إلى الغرفة حيث يوجد النسيج مع إلينور، التي تفقد السيطرة على نفسها البشرية. فيرغوس يدخل غرفة النوم فتهجم إلينور عليه وتعود لها سيطرتها بذاتها، فتهرب من القلعة في يأس. يعطي فيرغوس الأمر بمطاردتها، يحبس مريدا في الغرفة. يأتي الأشقاء للمساعدة والذين تحولوا لدياسم من خلال تناولهم الكعكة، تركب مريدا الخيل وتلحق أباها بينما تقوم بخياطة النسيج. أفراد العشيرة وفيرغوس يقبضون على إلينور، ولكن مريدا تتدخل وتنقذها، يهجم موردو على مريدا في هذه الأثناء فتقوم إلينور بزحزحة حجر ليسقط على موردو وتظهر الروح الإنسانية للأمير.
عندما تضع مريدا النسيج على إلينور، لا يحدث شيء. فتدرك المعنى الحقيقي للغز الساحرة، تبكي مريدا على ألينور، فتتحول الملكة إلى طبيعتها مع التوائم الثلاثة، ويتجمع شمل الأسرة. وبعد بضعة أيام، تغادر العشائر وتعود لأراضيها، مريدا وإلينور تركبان الخيل معا، وأخيرا تحسنت علاقتهما.
في مشهد بعد الائتمانات، غراب الساحرة يسلم بعض المنحوتات للقلعة، والتي إشترتها مريدا من قبل.

## مؤدو الأصوات
- كيلي ماكدونالد في مريدا (المؤدي العربي: ليلى سامي)، أميرة اسكتلندية تحلم بإتباع دربها الخاص وعيش حياتها كما تريد.
  - بيجي باركر في مريدا الصغيرة (المؤدي العربي: نور عصام)
- إيما تومسون في الملكة إلينور (المؤدي العربي: سلوى محمد علي)، والدة مريدا وملكة دونبروخ الدبلوماسية، والتي تحترم البروتوكول والتقاليد ما يدخلها في صراع مع إبنتها.
- بيلي كونولي في الملك فيرغوس (المؤدي العربي: محمد جبريل)، حاكم دونبروخ ووالد مريدا الصاخب.
- جولي والترز في الساحرة (المؤدي العربي: مي عبد النبي)، امرأة عجوز ماكرة وخرقاء توافق على مساعدة مريدا.
- روبي كولتراين في لورد دينغوول (المؤدي العربي: أحمد خليل)
- كيفن مكيد في لورد ماكغافين (المؤدي العربي: محمد الشرشابي) وماكغافين الصغير (المؤدي العربي: هاني عبد الحي)
- كريغ فيرغسون في لورد ماكينتوش (المؤدي العربي: رضوان صوان)
- سالي كينغوورن وإليد فريزر في مودي (المؤدي العربي: نيفين السكري)، خادمة القلعة.
- ستيفن كري في ماكينتوش الصغير (المؤدي العربي: عمرو المليجي)
- ستيف بورسيل في الغراب (المؤدي العربي: محمود عامر)
- كالوم أونيل في دينغوول الصغير (المؤدي العربي: مصطفى سمير)
- باتريك دويل في مارتن (المؤدي العربي: عمرو علوش)، حارس
- جون راتزينبرجر في جوردون (المؤدي العربي: عمرو علوش)، حارس

الشخصيات الغير الناطقة تشمل موردو (الدب الشرير)، أنغوس (حصان مريدا)، وهاريس، هوبرت، وهاميش (أشقاء مريدا الثلاث).

## الإنتاج
أعلن عنه في أبريل 2008 باءسم الدب والقوس (بالإنجليزية: The Bear and the Bow)، أسطورة مريدا هو أول حكاية خرافية لبيكسار، وهو أعمق بعض الشيء وأكثر نضجا من الأفلام السابقة. صرحت الكاتبة والمخرجة بريندا تشابمان أنه حكاية خرافية تقليدية لهانس كريستيان أندرسن والأخوان غريم. كما أنها استوحت إلهامها من علاقتها بإبنتها. المشروع من تصميم تشابمان، ما يجعلها أول مخرجة امرأة في بيكسار. ولكن في أكتوبر 2010، تم استبدالها بمارك اندروز بعد خلافات إدارية. ذكرت تشابمان في وقت لاحق أن «لها نظرة في الفيلم» وأنها لا تزال «فخورة جدا بالفيلم». مريدا هي أول بطلة أنثى في فيلم لبيكسار. والتي أدت دورها الممثلة كيلي ماكدونالد في النسخة الإنجليزية، ليلى سامي في النسخة العربية.
تتضمن ائتمانات النهاية إشادة خاصة للرئيس التنفيذي والشريك المؤسس لبيكسار ستيف جوبز، الذي توفي في عام 2011.

### الموسيقى
قام بتأليفها الملحن باتريك دويل. لجلب بعض من النكهة الاسكتلندية الأم إلى الموسيقى، استخدم دويل أدوات اسكتلندية محلية مثل مزمار القربة، وكمان السولو، قيثارات سلتيك، المزامير والبودهارن الإستكلندي مع السنطور وتعامل معها إلكترونيا لجعلها أكثر معاصرة.
بالإضافة إلى موسيقى دويل، الفيلم يضم ثلاث أغناني أصلية. "Touch the Sky" (موسيقى اليكس ماندل، كلمات اندروز وماركة ماندل) و"Into the Open Air" (موسيقى وكلمات ماندل اليكس) والتي قامت بغنائهما جولي فوليس. ساهم مومفورد & سونس في تلحين وتأليف "Learn Me Right" بالإضافة إلى أداء بيردي.
قامت جيهان الناصر بإخراج الأغاني في النسخة العربية، «أغنية موردو» (موسيقى باتريك دويل وستيف بارسيل) وقام بأداء الأغنية محمد جبريل (في دور الملك فرغوس).

## الإفراج
كان من المقرر في البداية أن يعرض الفيلم يوم 15 يونيو 2012، ولكن تم تغيير في وقت لاحق إلى 22 يونيو 2012. في 3 أبريل 2012، عرضت بيكسار أول ثلاثين دقيقة للفيلم، فتلقى رد فعل إيجابي من قبل المفتشين. عرض الفيلم لأول مرة في اليوم الأخير من مهرجان سياتل السينمائي الدولي يوم 10 يونيو 2012.
أصدر أسطورة مريدا على بلو-راي، بلو-راي 3D، ديفيدي، وعلى التحميل الرقمي في 13 نوفمبر 2012 بينما، أصدر بتاريخ 5 ديسمبر 2012 في العالم العربي ولأول مرة باللغة العربية. ويرافقه لا لونا والفيلم القصير الجديد أسطورة موردو (بالإنجليزية: The Legend of Mor'du). الذي يكشف تاريخ موردو مباشرة على الفيديو ويعطي المعجبين فرصة ليتعمقوا في أسطورته، التي روتها العجوز الساحرة غريبة الأطوار.

## الاستقبال
تلقى أسطورة مريدا مراجعات إيجابية من النقاد. حصل الفيلم على تقييمات موافقة بنسبة 78٪ على موقع الطماطم الفاسدة، كما أن الفيلم أيضا لاقى استقبال جيد بين الجمهور الأمريكي.
في شباك التذاكر، حقق أسطورة مريدا 237,283,207 دولار في أمريكا الشمالية، و298,100,000 دولار في باقي البلدان، ليصبح المجموع في جميع أنحاء العالم 535,383,207 دولار. وهو الفيلم الثاني عشر في أعلى الإيرادات لعام 2012، وفيلم بيكسار الثامن في أعلى الإيرادات، وفليم الرسوم المتحركة الثالث في أعلى الإيرادات لعام 2012 وراء العصر الجليدي: الانجراف القاري (875.3 مليون دولار)، ومدغشقر 3: مطلوبين في أوروبا (742.1 مليون دولار).

### الجوائز
| الجائزة                                | الفئة                                                | الفائز/المرشح                                                | النتيجة     |
| -------------------------------------- | ---------------------------------------------------- | ------------------------------------------------------------ | ----------- |
| جوائز الاوسكار                         | أفضل فيلم رسوم متحركة لهذا العام                     | مارك اندروز وبريندا شابمان                                   | فوز         |
| تحالف صحفيين أفلام النساء              | أفضل فيلم رسوم المتحركة                              |                                                              | رُشِّح         |
| تحالف صحفيين أفلام النساء              | أفضل شخصية رسوم متحركة أنثوية                        | كيلي ماكدونالد (مريدا)                                       | فوز         |
| محررين السينما الأمريكية               | أفضل تحرير لفيلم رسوم متحركة                         | نيكولا C. سميث، A.C.E                                        | في الانتظار |
| جائزة آني                              | أفضل فيلم رسوم المتحركة                              |                                                              | رُشِّح         |
| جائزة آني                              | أفضل إنتاج تأثيرات فيلم رسوم متحركة                  | بيل واتروس، كريس شابمان، ديف هيل، كيث كلون، مايكل ك. اوبراين | رُشِّح         |
| جائزة آني                              | أفضل إنتاج شخصية رسوم المتحركة                       | دان نجوين خايمي لاندز ترافيس هاثاواي                         | رُشِّح         |
| جائزة آني                              | أفضل موسيقى في إنتاج فيلم رسوم المتحركة              | باتريك دويل، مارك أندروز، اليكس ماندل                        | رُشِّح         |
| جائزة آني                              | أفضل تصميم إنتاجي في إنتاج فيلم رسوم المتحركة        | ستيف بيلشر                                                   | فوز         |
| جائزة آني                              | أفضل تؤدية صوت في إنتاج فيلم رسوم متحركة             | كيلي ماكدونالد في مريدا                                      | رُشِّح         |
| جائزة آني                              | أفضل كتابة في إنتاج فيلم رسوم متحركة                 | بريندا شابمان، ايرين ميتشي، مارك اندروز وستيف بورسيل         | رُشِّح         |
| جائزة آني                              | أفضل تحرير في إنتاج فيلم رسوم متحركة                 | نيكولاس أ. سميث، ACE، روبرت غراهام جونز، ACE، ديفيد سوثر     | فوز         |
| جوائز الأكاديمية البريطانية السينمائية | أفضل فيلم رسوم متحركة                                |                                                              | فوز         |
| جمعية شيكاغو لنقاد السينما             | أفضل فيلم رسوم متحركة                                |                                                              | رُشِّح         |
| جمعية صوت السينما                      | الإنجاز المتميز في دمج الأصوات لحركة الرسوم المتحركة |                                                              | فوز         |
| جوائز اختيار النقاد                    | أفضل فيلم رسوم متحركة                                |                                                              | رُشِّح         |
| جوائز اختيار النقاد                    | أفضل أغنية                                           | مومفورد & سونس وبيردي في "Learn Me Right"                    | رُشِّح         |
| جوائز غولدن غلوب                       | أفضل فيلم رسوم متحركة                                | مارك اندروز وبريندا شابمان                                   | فوز         |
| جوائز غرامي                            | أفضل أغنية مكتوبة عن الإعلام المرئي                  | مومفورد & سونس وبيردي لأغنية "Learn Me Right"                | رُشِّح         |
| جمعية هيوستن لنقاد السينما             | أفضل فيلم رسوم متحركة                                |                                                              | رُشِّح         |
| جمعية هيوستن لنقاد السينما             | أفضل أغنية أصلية                                     | Lean Me Right Touch the Sky                                  | رُشِّح         |

## لعبة الفيديو
صدرت لعبة الفيديو استنادا للفيلم من قبل استوديوهات ديزني التفاعلية في 19 يونيو 2012، على بلاي ستيشن 3، إكس بوكس 360، وي، ح ش، نينتندو دي إس. ، وصدرت على ويندوز فون في 7 يونيو 2013.

## التكملة المحتملة
في مقال على جريدة ذا سكوتسمان الاسكتلندية أستفسر من المخرج مارك اندروز حول إمكانية وجود تكملة للفيلم. رد اندرو: «لا أعرف إذا كان هذا ممكنًا. نحن لا نقوم مطلقا بصنع أفلام في بيكسار لتكون هناك تكملة لها. ومن الجميل دائما عندما نقوم بذلك ولدينا نوع من الفلسفة القائمة على أننا لو وجدنا القصة الصحيحة سنقوم بالأمر. بالتأكيد التسويق ونجاح أسطورة مريدا يقول أنه بالإمكان أن يكون هناك تكلمة قادمة.»

## وصلات خارجية
- الموقع الرسمي
- الموقع الرسمي
- أسطورة مريدا على موقع IMDb (الإنجليزية)
- أسطورة مريدا على موقع ميتاكريتيك (الإنجليزية)
- أسطورة مريدا على موقع روتن توميتوز (الإنجليزية)
- أسطورة مريدا على موقع نتفليكس (الإنجليزية)
- أسطورة مريدا على موقع ألو سيني (الفرنسية)
- أسطورة مريدا على موقع Turner Classic Movies (الإنجليزية)
- أسطورة مريدا على موقع أول موفي (الإنجليزية)
- أسطورة مريدا على موقع بوكس أوفيس موجو (الإنجليزية)
- أسطورة مريدا على موقع فيلمافينيتي (الإسبانية)
- أسطورة مريدا على موقع قاعدة بيانات الأفلام السويدية (السويدية)